# Hubert Sinègre
Hubert Sinègre es un deportista francés que compitió en taekwondo. Ganó una medalla de plata en el Campeonato Mundial de Taekwondo de 1989 y dos medallas de bronce en el Campeonato Europeo de Taekwondo, en los años 1988 y 1990.

## Palmarés internacional
| Campeonato Mundial | Campeonato Mundial   | Campeonato Mundial | Campeonato Mundial |
| Año                | Lugar                | Medalla            | Categoría          |
| ------------------ | -------------------- | ------------------ | ------------------ |
| 1989               | Seúl (Corea del Sur) | Medalla de plata   | –64 kg             |
| Campeonato Europeo |                      |                    |                    |
| Año                | Lugar                | Medalla            | Categoría          |
| 1988               | Ankara (Turquía)     | Medalla de bronce  | –64 kg             |
| 1990               | Aarhus (Dinamarca)   | Medalla de bronce  | –64 kg             |